# Stelling van Lasker-Noether
In de abstracte algebra, een deelgebied van de wiskunde, luidt de stelling van Lasker-Noether dat elke Noetherse ring tevens een Lasker-ring is, wat betekent dat elk ideaal kan worden geschreven als een doorsnede van  eindig veel primaire idealen. Primaire idealen zijn gerelateerd aan, maar niet hetzelfde als de machten van priemidealen). De stelling werd voor het eerst bewezen door Emanuel Lasker voor het bijzondere geval van veeltermringen en convergerende machtreeksringen, en werd in 1921 in zijn volle algemeenheid bewezen door Emmy Noether. 